# Colibri oreillard
Heliothryx auritus
Espèce
Répartition géographique
Statut de conservation UICN

 LC  : Préoccupation mineure
Statut CITES
Le Colibri oreillard (Heliothryx auritus) est une espèce d'oiseaux de la famille des Trochilidae.

## Habitat
Ses habitats sont les forêts tropicales et subtropicales humides de basses altitudes. On la trouve aussi sur les sites d'anciennes forêts lourdement dégradées.

## Sous-espèces
D'après Alan P. Peterson, cette espèce est constituée des trois sous-espèces suivantes :
- Heliothryx auritus auritus (Gmelin, 1788) — au nord de l'Amazone ;
- Heliothryx auritus phainolaemus Gould, 1855 — est de l'Amazonie ;
- Heliothryx auritus auriculatus (Nordmann, 1835) — sud de l'Amazonie et forêt atlantique.